# Sysola
Sysola (rusky Сысола, komijsky Сыктыв) je řeka v Komiské republice a horním tokem v Kirovské oblasti v Rusku. Je dlouhá 487 km. Povodí řeky je 17 200 km².

## Průběh toku
Pramení na Severních Úvalech. Ústí zleva do Vyčegdy (povodí Severní Dviny).

## Vodní režim
Zdrojem vody jsou převážně sněhové srážky. Průměrný roční průtok vody ve vzdálenosti 318 km od ústí činí 33 m³/s. Zamrzá na konci října až v listopadu a rozmrzá na konci dubna až na začátku května. Nejvyšších vodních stavů dosahuje od druhé poloviny dubna do poloviny června.

## Využití
Je splavná pro vodáky. Vodní doprava je možná na dolním toku. Poblíž ústí se nachází město Syktyvkar.